# دورین گویان
دورین گویان (رومانیایی: Dorin Goian؛ زادهٔ ۱۲ دسامبر ۱۹۸۰) بازیکن سابق و مربی فوتبال اهل رومانی است.
از باشگاه‌هایی که در آن بازی کرده‌است می‌توان به باشگاه فوتبال رنجرز، باشگاه فوتبال پالرمو، باشگاه فوتبال استوا بخارست، باشگاه فوتبال اسپتزیا، و باشگاه فوتبال آستراس تریپولی اشاره کرد.
وی همچنین در تیم ملی فوتبال رومانی بازی کرده‌است.